# Dystolmus
Dystolmus is een vliegengeslacht uit de familie van de roofvliegen (Asilidae).

## Soorten
- D. kiesenwetteri (Loew, 1854)